# سو تومبكينز
سو تومبكينز (بالإنجليزية: Sue Tompkins)‏ هي مغنية بريطانية، ولدت في 1971.

## وصلات خارجية
- سو تومبكينز على موقع ميوزك برينز (الإنجليزية)
- سو تومبكينز على موقع ديسكوغز (الإنجليزية)